# Phil Dalhausser
Philip "Phil" Peter Dalhausser (Baden, 26 de janeiro de 1980) é um voleibolista de praia dos Estados Unidos. Ao lado do parceiro Todd Rogers, foi campeão mundial em Gstaad 2007 e campeão olímpico no ano seguinte, nos Jogos de Pequim.

## Carreira
Após iniciar sua carreira jogando ao lado de Nick Lucena, em 2006 Dalhausser uniu-se a Todd Rogers. Rogers, um veterano de 11 anos no voleibol de praia profissional, pensou que precisava de alguém para ajudá-lo a chegar ao melhor nível e acreditava que Dalhausser tinha o potencial para se tornar um dos melhores jogadores do mundo. Rogers desempenhou os papéis de parceiro e treinador de Dalhausser.
Em 2007 a dupla venceu o Campeonato Mundial em Gstaad, na Suíça, tornando-se a primeira equipe dos Estados Unidos a ganhar o torneio.
Atuando com Nick Lucena conquistou a medalha de ouro na edição do FIVB World Tour Finals de 2017 disputada em Hamburgo.

### Jogos Olímpicos

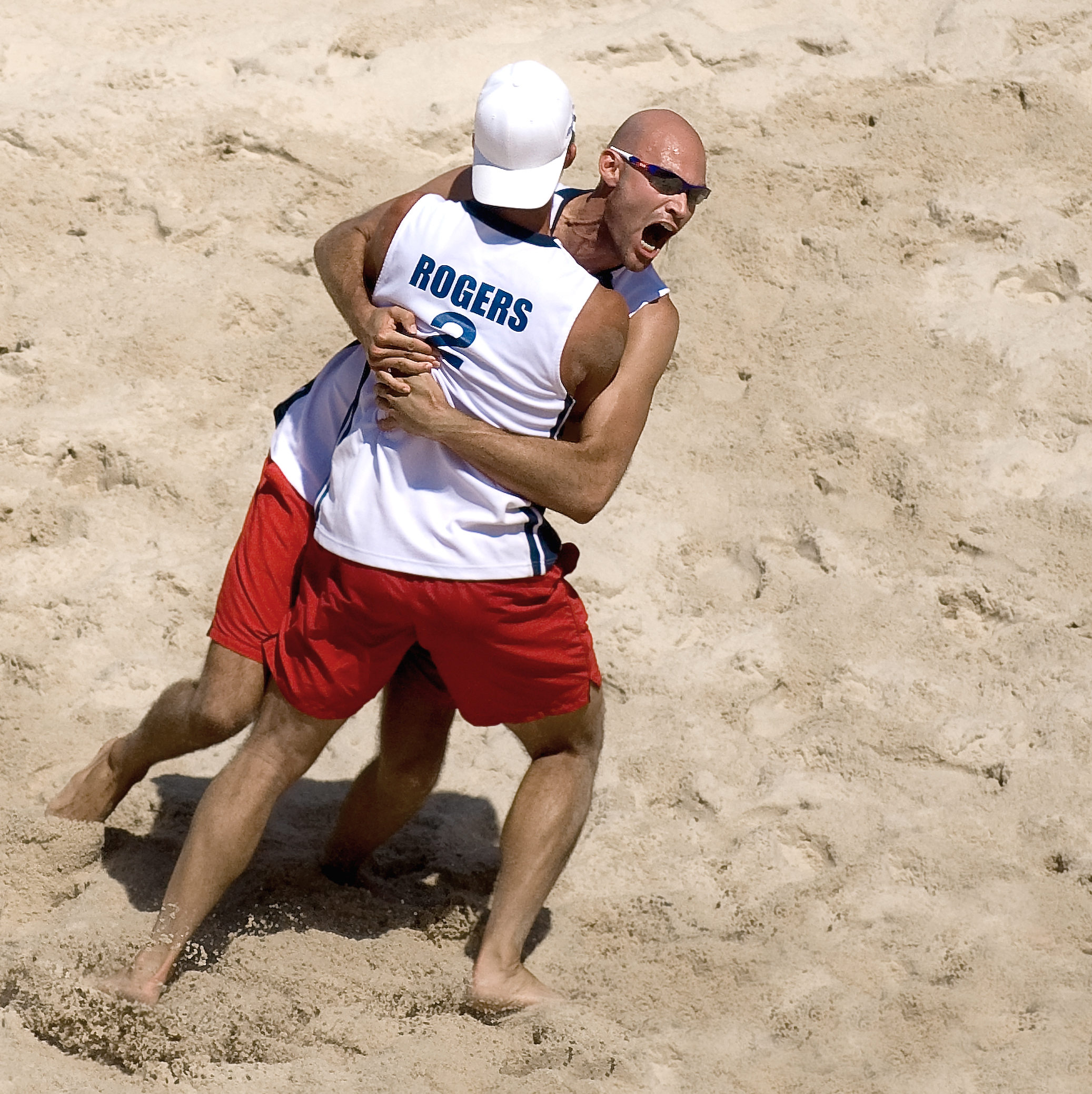
Dalhausser celebra a conquista do ouro olímpico ao lado de Todd Rogers.

Dalhausser qualificou-se para os Jogos Olímpicos de Pequim para representar os Estados Unidos ao lado do parceiro Todd Rogers. Ambos entraram como os principais cabeças-de-chave da competição após o desempenho no processo de qualificação internacional durante o ciclo olímpico.
Dalhausser e Rogers tiveram um registro de 6 vitórias e apenas 1 derrota em seus primeiros Jogos Olímpicos. Após perderem na estreia para os letãos Aleksandrs Samoilovs e Mārtiņš Pļaviņš, eles obtiveram uma sequência de seis vitórias até o término dos Jogos.
Na disputa pela medalha de ouro venceram por 2 sets a 1 a Márcio Araújo e Fábio Luiz Magalhães, do Brasil. Dalhausser fez nove pontos de bloqueio na final, sendo cinco deles somente no terceiro set, colocando os Estados Unidos com uma vantagem de 9-1 e consequentemente a vitória por 15-4 no set decisivo. Dalhausser foi eleito MVP do torneio.